# Fessenden (Dakota del Nord)
Fessenden és una població dels Estats Units a l'estat de Dakota del Nord. Segons el cens del 2000 tenia 625 habitants.

## Demografia
Segons el cens del 2000, Fessenden tenia 625 habitants, 279 habitatges, i 171 famílies. La densitat de població era de 536,3 hab./km².
Dels 279 habitatges en un 24,7% hi vivien nens de menys de 18 anys, en un 52,3% hi vivien parelles casades, en un 6,8% dones solteres, i en un 38,7% no eren unitats familiars. En el 36,9% dels habitatges hi vivien persones soles el 20,4% de les quals corresponia a persones de 65 anys o més que vivien soles. El nombre mitjà de persones vivint en cada habitatge era de 2,22 i el nombre mitjà de persones que vivien en cada família era de 2,91.
Per edats la població es repartia de la següent manera: un 25,8% tenia menys de 18 anys, un 3,7% entre 18 i 24, un 22,7% entre 25 i 44, un 22,9% de 45 a 60 i un 25% 65 anys o més.
L'edat mediana era de 44 anys. Per cada 100 dones de 18 o més anys hi havia 89,4 homes.
La renda mediana per habitatge era de 31.750 $ i la renda mediana per família de 38.304 $. Els homes tenien una renda mediana de 26.111 $ mentre que les dones 16.250 $. La renda per capita de la població era de 17.303 $. Entorn del 8,2% de les famílies i el 10,3% de la població estaven per davall del llindar de pobresa.

## Poblacions més properes
El següent diagrama mostra les poblacions més properes.